# کهار
قله‌کهار کوهی در رشته کوه البرز، البرز غربی قرار دارد ارتفاع این قله ۴۰۲۸متر است.
این کوه از سمت غرب به قله میشینو و در ادامه قله ناز و از سمت شرق به قله ونتار منتهی می‌گردد.
جبهه شمالی  قله کهار مشرف به منطقه طالقان و روستای گته ده  است  که یکی از مسیرهای صعود جذاب و دیدنی میباشد ولی کم تردد..
و جبهه جنوبی مشرف به روستای کلوان است که مسیر اصلی و پر تردد صعود میباشد
سمت شمالی خط الراس شرقی آن مشرف به گردنه عسلک و دره‌های آزادبر و کهنه ده می‌باشد که در نهایت به روستای گچسر ختم می‌شود.
مسیر دسترسی
برای دسترسی به این کوه ابتدا در جاده کرج – چالوس بعد از پل خواب وارد جاده روستای کلوان شده و پس از عبور از کوچه‌های روستا به کوهپایه دسترسی پیدا می‌کنید.
در مسیر صعود به روی یال اصلی در ارتفاع ۳۲۰۰متری یک جانپناه وجود دارد 
مسافت از روستا تا قله حدود ۸کیلومتر است و اختلاف ارتفاع از روستا حدود ۱۷۰۰متر